# Royal Basketball Club Pepinster
Il Royal Basketball Club Pepinster, fino al 2001 noto come R.B.C. Verviers-Pepinster, è una società cestistica avente sede a Pepinster, in Belgio. Fondata nel 1938, gioca nel massimo campionato belga.
Disputa le partite interne nell'Halle du Paire, che ha una capacità di 4.000 spettatori.

## Palmarès
- Coppa del Belgio: 1

1980
- Supercoppa del Belgio: 1

2003

## Cestisti
- Rashaun Freeman 2010-2011